# 河川工学
河川工学（かせんこうがく、英: River Engineering）とは、土木工学のうち、河川およびその流域などについて研究する工学である。

## 概要
土木工学のうち、非常に広範囲の分野からなる学問である。地球物理学、河川形態学、水理学、統計学、推計学、治水・利水工法、河川構造物の設計・施工、河川の維持・管理、水害時の水防、避難がある。

## 役割
河川工学には以下の役割があるとされている。
- 水理学 - 河川を流れる水や土砂などの物質の動きを科学的に明らかにする。
- 治水 - 水や土砂の氾濫から人々の生命と財産を守る方法を明らかにする。
- 利水 - 河川を流れる水や土砂の適切に利用する方法を明らかにする。
- 環境 - 河道内の動植物の生息空間を保全し作り出す方法を明らかにする。